# グレアム・ハーマン
グレアム・ハーマン（Graham Harman、1968年5月9日 - ）は、アメリカ合衆国の哲学者。ロサンゼルスにある南カリフォルニア建築大学（Southern California Institute of Architecture）の特別教授（ディスティングイッシュトプロフェッサー）である。
形而上学を専門とする現代哲学者であり、西洋哲学の言語論的転回を逆転させようとしている。自らの思想をオブジェクト指向存在論（Object-oriented ontology）と呼んでいる。思弁的実在論という哲学的運動の一員であり、他のメンバーにはイアン・ハミルトン・グラント、クァンタン・メイヤスー、レイ・ブラシエがいる。

## 略歴
ハーマンはアイオワ州アイオワシティに生まれ、同州マウントバーノンで育った。1990年、メリーランド州アナポリスのセント・ジョンズ・カレッジ から学士号を得た。卒業後、ペンシルベニア州立大学大学院に進み、アルフォンソ・リンギスの指導のもと1991年に修士号を得た。1999年、デポール大学から博士号を授与された。博士論文執筆中、ハーマンはネット上でスポーツコラム記者として働いていたが、これにより自らの学術的な執筆スタイルと生産性が高まったと彼は信じている。2000年よりエジプト・カイロにあるカイロ・アメリカン大学の教員を務めた。

## 思想
マルティン・ハイデッガーの『存在と時間』における「道具分析」の解釈を通じて、ハーマンはオブジェクト指向哲学（object-oriented philosophy）と彼が呼ぶ哲学を展開している。道具分析を20世紀の哲学における決定的な瞬間と捉えるハーマンは、オブジェクト（物体、対象）を自律的存在として扱うことを可能にする形而上学の根をマルティン・ハイデッガーに見出している。彼は現象学を用いてはいるが、現象学の歴史には欠陥があると考えており、それはオブジェクトの持つ独立した生を常に従属化させ、我々（人間）のオブジェクトに対するアクセスの下に位置づけてきたからだという。カント的伝統とは異なり、ハーマンのオブジェクト指向アプローチは、これまで無視されてきたオブジェクトの現実的生が形而上学の復活における豊穣な基盤になると捉える。実体と機会原因という概念を強調しつつ、彼はオブジェクトが他のすべてのオブジェクトに対して絶対的な自律性を持つことを肯定しており、地下に埋もれたオブジェクトの生と隠れた相互作用を、隠喩によって「魅了」しようとしている。
ハーマンによれば、あらゆるものはオブジェクトである。郵便箱、気体、イギリス連邦、ポパイ、時空、影、月食に至るまですべてがそうである。しかし、現象学に依拠しつつ、彼はオブジェクトに2つのカテゴリーを設ける。すなわち、現実的オブジェクトと感覚的オブジェクト（または志向的オブジェクト）である。この区分により、彼の哲学はブルーノ・ラトゥールのフラットな存在論とは異なっている。
ハーマンの哲学において中心的なアイデアとは、現実的オブジェクトは網羅不可能だということである。「一本のバナナを食べる一人の警察官がいるとき、警察官はこのフルーツの捉えがたい深みを客体的（present-at-hand）状態に還元しているが、それは同じバナナを食べる猿や、バナナに寄生している虫、あるいはバナナのなる木に向かって吹く突風でも同じことが起きている。バナナの存在は世界における純然たる現実であり、その現実は、人間であれ他の物体が持つものであれ、それに対するいかなる関係によっても決して網羅されることはありえないのである」（Harman 2005: 74）。ハーマンによれば、この網羅不可能性のせいで、2つのオブジェクトはいかにして相互作用することができるのかという形而上学的な問題が生じる。この問題に対する彼の解決方法は、「代替因果（vicarious causation）」という概念を導入することである。これによってオブジェクトは「意図（intention）」（これもまたオブジェクトである）の内側においてのみ相互作用ができるという。
ハーマンは現実的オブジェクトをアクセス不可能かつあらゆる関係から無限に引き離されたものとして定義しており、こうしたオブジェクトがいかにしてアクセスされ、関係を持つことができるのかと問う。「定義により、現実的オブジェクトには直接的にアクセスすることはできない。現実的オブジェクトは我々の知識とは共約不可能であり、認知的であれそうでないものであれ、いかなる種類の関係的アクセスに対する翻訳も不可能である。オブジェクトは間接的にのみ知られることができる。そしてこれは人間に限らず、あらゆるものにとっても当てはまる運命なのである。炎は愚かにも綿を燃やす…」
現象学の伝統、とりわけその言語論的転回を断ち切って、ハーマンはある種の形而上学を援用する。それにより、オブジェクトを人間の呪縛から解放し、地下で「真空パック」されたオブジェクト自体（objects-in-themselves）の奇妙な世界について隠喩的に暗示している。「彗星自体、猿自体、コカ・コーラ自体、これらはいかなる関係も届かない存在の地下貯蔵庫で共鳴しているのである」。
汎心論に対する強い共感を表明しつつ、ハーマンは新しい哲学的分野である「思弁的心理学（speculative psychology）」を考案し、「宇宙論的な心のレイヤー」と「ミミズ、埃、軍隊、チョーク、そして石ころが有する特定の心的現実を探りだす」ことを提唱している。しかし、ハーマンは無制限に全面的な汎心論を支持しているわけではなく、ある種の多心論を提案しているのであり、それは「これまでの全ての制限を超えて膨れ上がるが、すべての実体にまで延長することはない」ものでなければならないという。彼は続けて、「知覚していること」と「知覚していないこと」は異なる種類のオブジェクトではないと述べ、それらは異なる時点で同じ実体のうちに見いだされるものだという。「重要な点は、オブジェクトは、それが存在する限り、汎心論が宣言するようには知覚しないということである。むしろ、オブジェクトは、それが関係する限りにおいて知覚するのである」。
ハーマンは科学主義が人間中心主義的だとして拒絶する。「より狡猾な人間中心的存在論は、多くのタイプの科学主義に見いだされる。科学主義は一方で、人間の意識は何ら特別ではなく、他のあらゆるものと同じように自然化されるべきだと主張する。だが他方では、知識というものを世界に対する特殊な関係の一つとして保存しておき、雨滴やトカゲと世界の関係とは異なるものだと考えたがるのである。他の言い方をすれば、人はあらゆるものと同様に物質の塊に過ぎないという事実に科学主義者はほくそ笑む一方で、そのような事実を述べる発話の地位はどこかしら特別だと主張したがるということである。彼らにとって、雨滴は何も知らず、トカゲは全くではないがほとんど何も知らない存在であり、ある人は他の人よりもたくさんの知識を持つという。このようなことが可能なのは、思考には無媒介的な経験を否定あるいは超越するという特異な能力が与えられているからであり、科学主義者はこの能力を無生物的物体には当然ながら決して認めない。要約すれば、人は存在などしないという怪しい主張をしつつも、科学主義は人間の思考構造を存在論的頂点にまで持ち上げているのである」。

## 著作
- 2002. Tool-Being: Heidegger and the Metaphysics of Objects (Open Court Publishing)
- 2005. Guerrilla Metaphysics: Phenomenology and the Carpentry of Things (Open Court Publishing)
- 2007. Heidegger Explained: From Phenomenon to Thing (Open Court Publishing)
- 2009. Prince of Networks: Bruno Latour and Metaphysics (re.press)
- 2010. Towards Speculative Realism: Essays and Lectures (John Hunt Publishing|Zero Books)
- 2010. Circus Philosophicus (|Zero Books)
- 2010. L'objet quadruple (Presses Universitaires de France; republished in English as The Quadruple Object, 2011, Zero Books).   
［和訳］岡嶋隆佑監訳、山下智弘、鈴木優花、石井雅巳訳『四方対象: オブジェクト指向存在論入門』人文書院、2017年。ISBN 978-4409030943。
- 2011. The Prince and the Wolf: Latour and Harman at the LSE (Zero Books, with Bruno Latour and Peter Erdélyi)
- 2011. Quentin Meillassoux: Philosophy in the Making (Edinburgh University Press)
- 2012. Weird Realism: Lovecraft and Philosophy (Zero Books)
- 2013. Bells and Whistles: More Speculative Realism (Zero Books)
- 2014. Bruno Latour: Reassembling the Political (Pluto Press)
- 2016. Immaterialism: Objects and Social Theory (Polity Press)
- 2016. Dante's Broken Hammer: The Ethics, Aesthetics, and Metaphysics of Love (Repeater Books)
- 2017. The Rise of Realism (Polity Press, with Manuel DeLanda)
- 2018. Object-Oriented Ontology: A New Theory of Everything (Pelican Books)
- 2018. Speculative Realism: An Introduction (Polity Press)
［和訳］上尾真道、森元斎訳『思弁的実在論入門』人文書院、2020年。ISBN 978-4409031094。
- 2020. Art and Objects (Polity Press)
- 2020. Is There an Object-Oriented Architecture? Engaging Graham Harman (Bloomsbury)
- 2020. Skirmishes: With Friends, Enemies, and Neutrals (Punctum Books)
- 2021. Artful Objects: Graham Harman on Art and the Business of Speculative Realism (Sternberg Press)
- 2022. Architecture and Objects (University of Minnesota Press)
- 2023. The Graham Harman Reader (Zero Books)
- 2023. Objects Untimely: Object-Oriented Philosophy and Archaeology (Polity Press, with Christopher Witmore)

### 編著
- The Speculative Turn: Continental Materialism and Realism (2011, re.press, with co-editors Levi Bryant and Nick Srnicek)
- Editor of the "Speculative Realism" series, published by Edinburgh University Press
- Editor of the "New Metaphysics" series, published by Open Humanities Press
- Editor-in-Chief of Open Philosophy, published by De Gruyter